# Hypsicera nelsonensis
Hypsicera nelsonensis là một loài tò vò trong họ Ichneumonidae.